# STMicroelectronics
STMicroelectronics — одна з найбільших європейських компаній-виробників мікроелектроніки, що займається розробкою, виготовленням та торгівлею різноманітними напівпровідниковими компонентами. На сьогодні штаб-квартира компанії знаходиться у місті План-лез-Уат кантону Женева у Швейцарії, у той же час, її холдингова компанія STMicroelectronics N.V. зареєстрована у Амстердамі, однак компанія історично пов'язана з Італією та Францією. Компанія має свої представництва у США, Китаї та Японії.

## Історія
STMicroelectronics була створена у липні 1987 злиттям двох напівпровідникових компаній: італійської Società Generale Semiconduttori (SGS) Microelettronica та французької Thomson Semiconducteurs. На момент злиття фірма називалась SGS-THOMSON, але у травні 1998 перейменована. Після злиття (1987) SGS-Thomson займала 14 місце у світі по продажу напівпровідникових компонентів та мала оборот близько $850 мільйонів.
Компанія активно співпрацювала з іншими фірмами у галузі напівпровідників, що дозволило зробити декілька придбань:
- у 1989 — британську компанію Inmos.
- у 2000 — підрозділ з виробництва напівпровідникових приладів канадської компанії Nortel.
- у 2002 — підрозділ мікроелектроніки компанії Alcatel.

У 2005 STMicroelectronics по сумі продаж вийшла на 5 місце у світі після Intel, Samsung, Texas Instruments та Toshiba, залишивши позаду таких гігантів напівпровідникової галузі, як Infineon, Renesas, NEC, NXP та Freescale (див. Рейтинг найбільших світових виробників напівпровідників).
У 2008 Western Digital оголосила про придбання підрозділу STMicroelectronics з виробництва контролерів HDD.

## Акціонери
Станом на 2005 рік основними акціонерами STMicroelectronics були:
- 72,4% державні фонди
- 13,5% французька «Areva»
- 8,1% італійська «Finmeccanica»
- 5,4% італійська «Cassa Depositi e Prestiti»